# Jan Gezelius

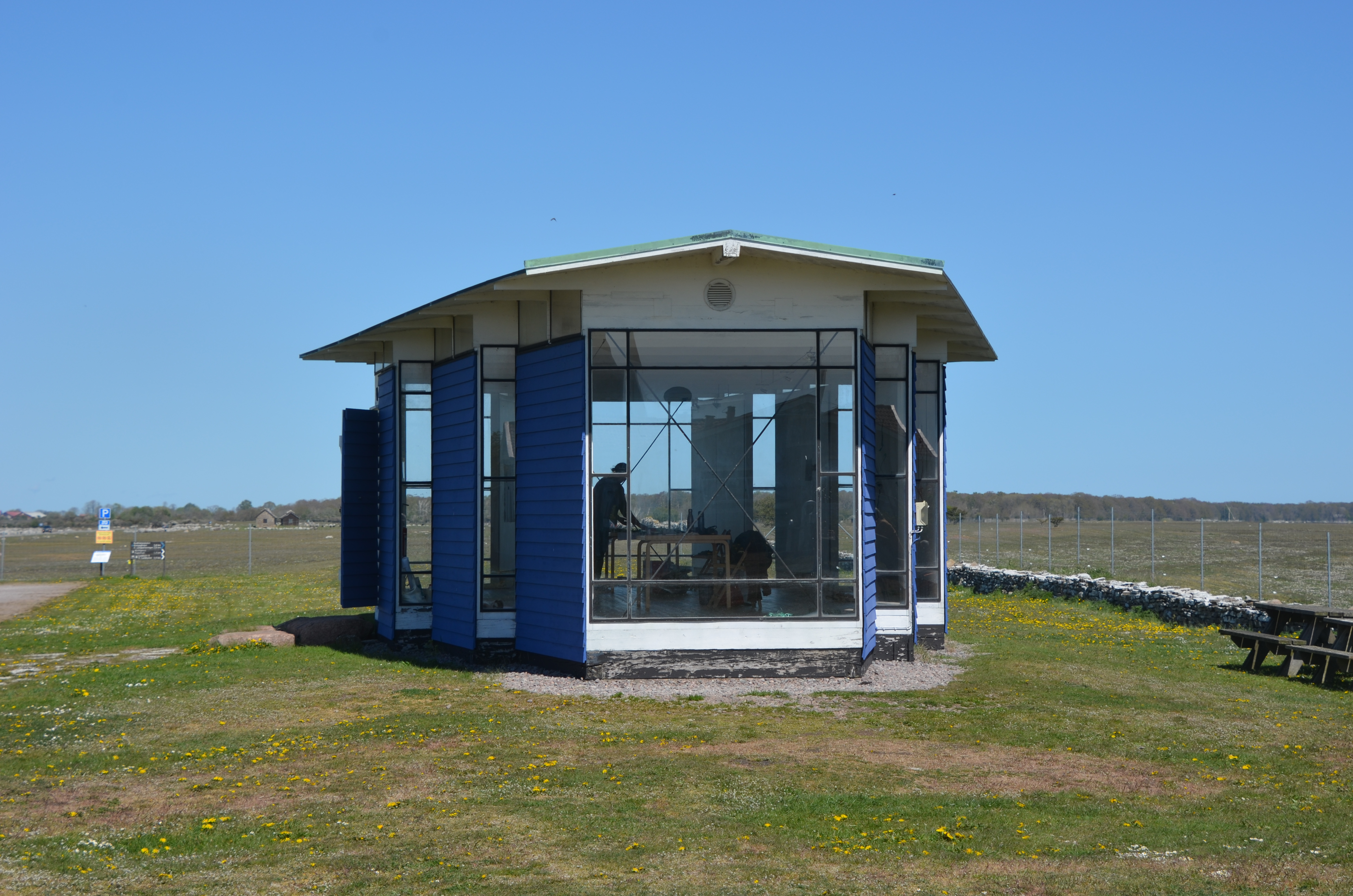
Ottenby gamla flyttfågelmuseum.

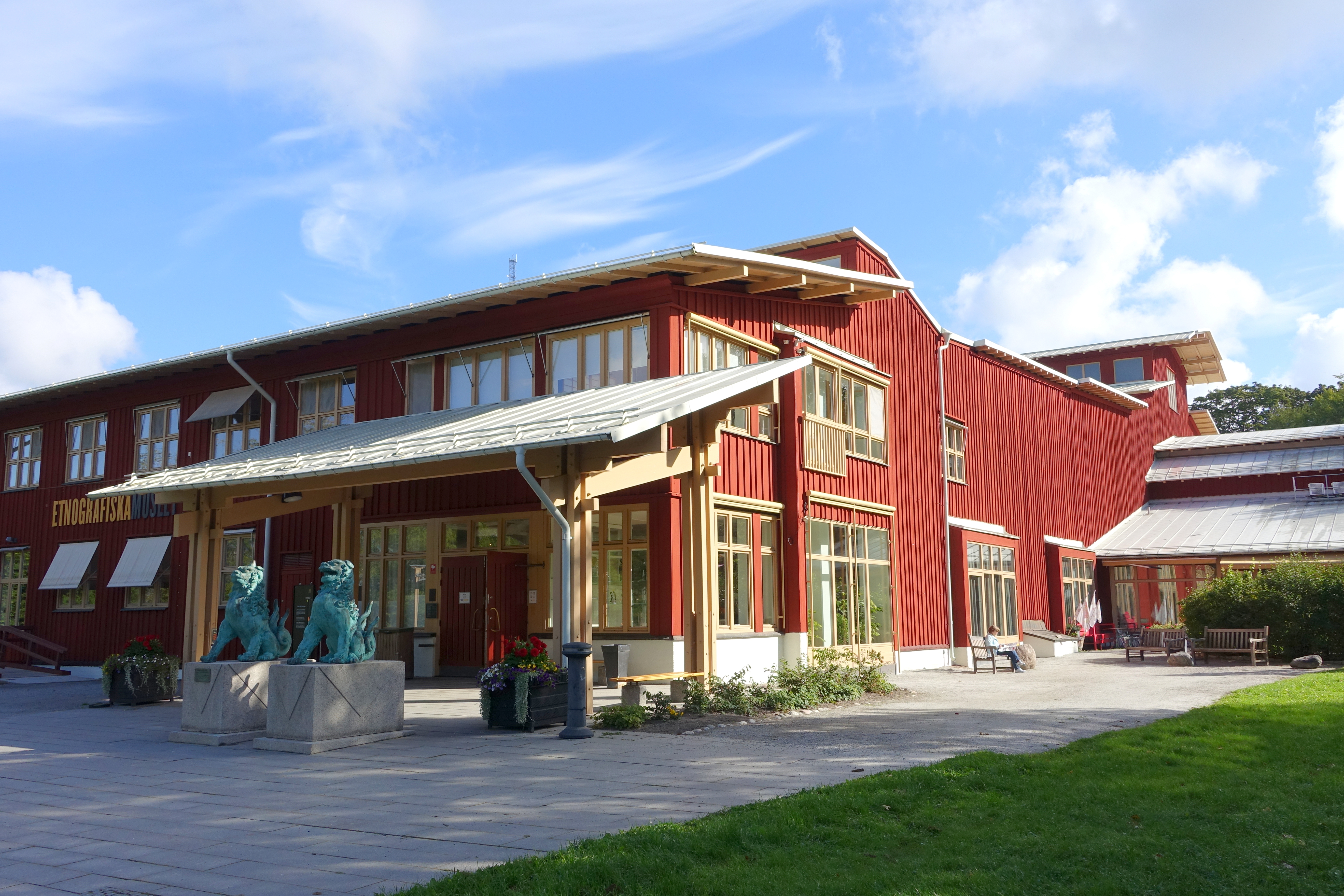
Etnografiska museet i Stockholm från 1978.

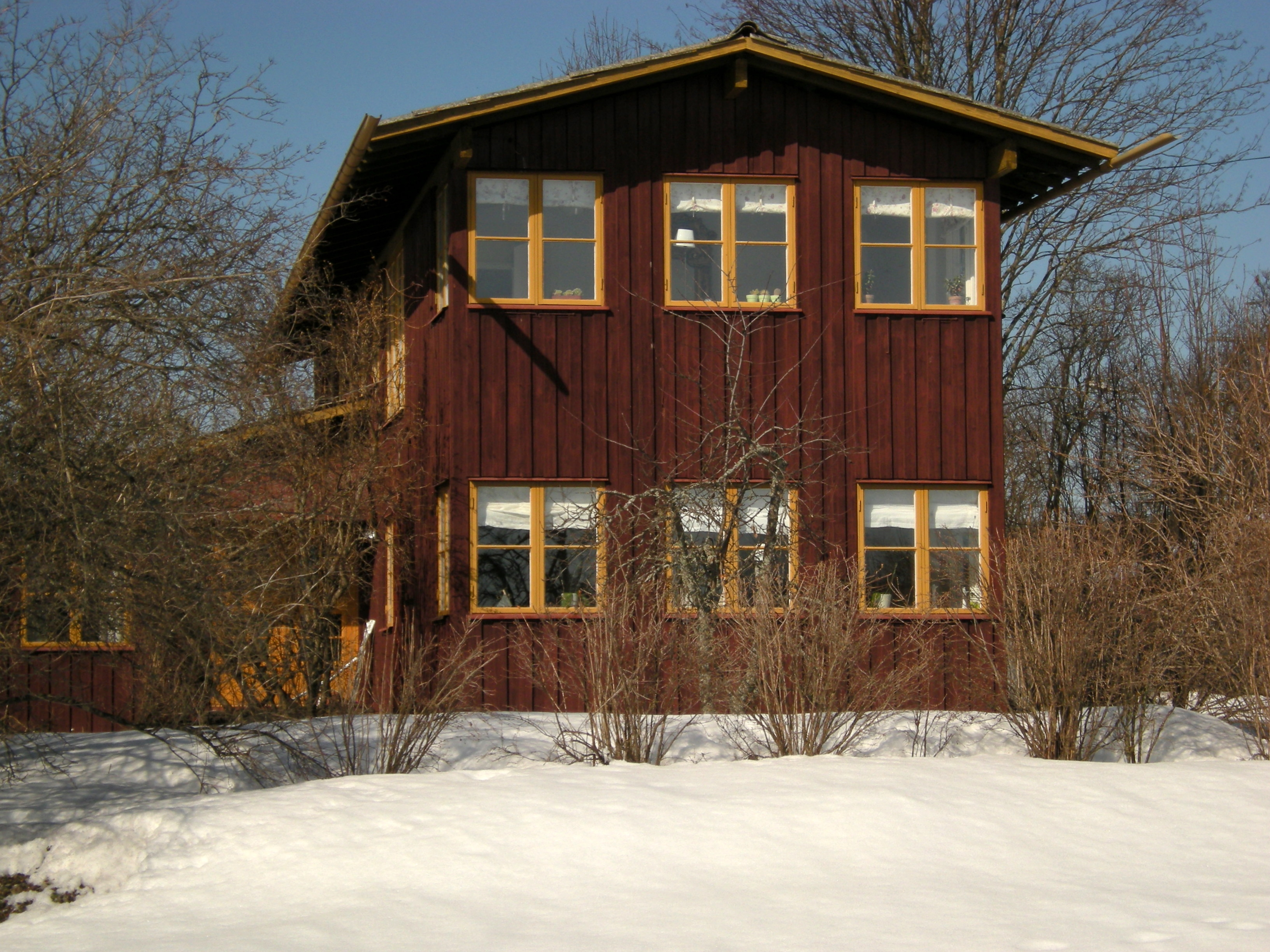
Villa Drake i Borlänge från 1970.

Jan Birger Gezelius, född 9 september 1923 i Stockholm, död 5 september 2016, var en svensk arkitekt. 

## Biografi
Gezelius avlade arkitektexamen vid KTH 1953 och hade sedan tidigare en fil. kand. i konsthistoria. Därefter fick han anställning på bland annat Kooperativa förbundets arkitektkontor, innan han 1964 kom till Stadsbyggnadskontoret i Stockholm, där han blev ansvarig för parkavdelningen. 
År 1967 började han arbeta alltmer på egen hand och fick flera uppdrag; de flesta av dessa handlade om mindre projekt som villor och fritidshus. Under 1970-talet blev han ledamot i Konstakademien och utsågs till slottsarkitekt vid Strömsholms slott. Gezelius var gästprofessor vid universitetet i Graz och München samt professor vid Chalmers tekniska högskola i Göteborg under 1980-talet.
Under sin tid vid Chalmers tekniska högskola utvecklade Gezelius en ny form av utbildning. Den kom att namnges "Näringarna och deras byggnader". Utbildningen ges som en modell för en ny typ av designprocess. Om eleverna skulle rita ett sågverk, ingick i projekteringen att besöka flera sågverk. Genom att sätta sig in direkt i byggnadens funktion skulle arkitekten bli en medutvecklare redan vid beställningen, då vanligen beställaren presenterar ett färdigt program för den framtida byggnaden. Jan Gezelius metod anger uttryckligen behovet för arkitekten att genom studiebesök på andra liknande platser skaffa sig egna referensobjekt. Metoden blev föremål för en doktorsavhandling av Ulf Janson.
Gezelius produktion av byggnader är tämligen begränsad, men de som har uppförts har uppmärksammats både i Sverige och utomlands. Gezelius stil kan beskrivas som rustik, lättsam, historiskt inspirerad och lekfull med enkla konstruktioner, ofta i trä, vilket passar projekt i mindre skala och som är typiska värden inom den samtida postmodernismen.
År 1994 blev Gezelius promoverad till hedersdoktor vid Chalmers tekniska högskola och 1996 vid Technische Universitet München.

## Verk i urval
- Ottenby gamla flyttfågelmuseum, Ölands södra udde, 1961
- Landskapsgestaltning, uppströms och nedströms kraftverksanläggningar i Ume älv, 1961–1965, tillsammans med skulptören Birger Boman
- Principerna för naturskyddet och fritidsbebyggelsen på Gotlandskusten 1962–1964, tillsammans med Ingmar Holmström
- Wallbohuset, små billiga fritidsstugor för Svenska Wallboardföreningen 1962, tillsammans med Ingmar Holmström
- Fiskarens hus, Böda, Öland, 1963
- Tre sommarhus, Östernäs, Rådmansö,1964
- Typstudier för Gotlandskusten i samband med kustutredningen, 1966
- Villa Brandberg, Lidingö, 1967
- Villa Nilsson, Lidingö, 1967
- Utredning och plan för bevarandet av innerstadens koloniområden i Stockholm, 1968
- Fiskarens hus, Sysne, Östergarn, Gotland, 1969
- Förslag till Östertorg, Visby 1969–1970
- Trädgårdsanläggning till Sveriges ambassad i Peking, 1970
- Villa Drake, Borlänge, 1970
- Informationscentrum på Ölands södra udde för Naturvårdsverket (projekt)
- Villa Key Nilson (projekt), 1972
- Villa Palm (projekt), 1972
- Etnografiska museet i Stockholm, tillsammans med Gunnar Mattsson. Parallella uppdrag samt omtävling som ledde till uppdrag 1972–1973, bygge 1973–1978
- Villa Dahlin, Edsberg, 1974
- Villa Sjöstedt, Brunflo,  1976
- Fogelströms undantag, Dalarö, 1976
- Sommarhus, Ornö
- Wiktorssons sommartorn (projekt), 1976
- Museum i rekonstruerad fornborg, Eketorps fornborg, Öland, tillsammans med Olle Bergvall, 1977–1982
- Kalmar högskola, förslag till matsal och studentkår i Rostadsparken, 1978
- Storgatan och torget i Örnsköldsvik 1979, tillsammans med Hubert Riess och Asmund Arle
- Posthus i Yxlan, 1982–1983, tillsammans med Arksam
- Rekonstruktion och tillbyggnad av boställe i Knossos, Kreta, 1983
- Posthus i Sollebrunn, 1984–1985, tillsammans med Arksam
- Förslag till serveringsbyggnad med mera, Eketorp, 1985
- Posthus i Kvissleby, 1986, tillsammans med Arksam
- Wikstöms sommartorn, Kummelnäs (proj3kt), 1986
- Entrébyggnader, Eketorp, Öland

## Utmärkelser
- Kasper Salinpriset, 1981 för Etnografiska museet
- Träpriset, 1972 för villa i Borlänge
- Prins Eugen-medaljen